# 白石県 (吉林省)
白石県（はくせき-けん）は中華人民共和国延辺朝鮮族自治州にかつて存在した県。現在の敦化市北西部に相当する。
渤海により設置され、遼代に廃止された。